# Domenico Genovesi
Domenico Genovesi (Roma, 31 marzo 1765 – Roma, 8 gennaio 1835) è stato un arcivescovo cattolico italiano.

## Biografia
È stato segretario, amico e confidente della marchesa Margherita Sparapani Gentili Boccapadule e ha intrattenuto numerosi scambi epistolari con il conte Alessandro Verri e la famiglia dei conti Pallotta di Caldarola.
Nel giugno del 1811 lasciò la casa della marchesa Sparapani per seguire la carriera ecclesiastica.
Il 17 dicembre 1832 venne nominato da papa Gregorio XVI arcivescovo titolare di Mitilene e in seguito venne eletto delegato vescovile nella sede suburbicaria di Sabina dal cardinale Tommaso Arezzo. Dopo la morte di quest'ultimo, avvenuta il 3 febbraio 1833, venne designato da Gregorio XVI vicario apostolico della Sabina.
Il 23 giugno 1834 fu promosso segretario della Congregazione per le indulgenze.
Morì a Roma l'8 gennaio 1835, all'età di 69 anni.

## Genealogia episcopale
La genealogia episcopale è:
- Cardinale Scipione Rebiba
- Cardinale Giulio Antonio Santori
- Cardinale Girolamo Bernerio, O.P.
- Arcivescovo Galeazzo Sanvitale
- Cardinale Ludovico Ludovisi
- Cardinale Luigi Caetani
- Cardinale Ulderico Carpegna
- Cardinale Paluzzo Paluzzi Altieri degli Albertoni
- Papa Benedetto XIII
- Papa Benedetto XIV
- Papa Clemente XIII
- Cardinale Marcantonio Colonna
- Cardinale Giacinto Sigismondo Gerdil, B.
- Cardinale Giulio Maria della Somaglia
- Cardinale Carlo Odescalchi, S.I.
- Arcivescovo Domenico Genovesi